# Leopold Carl Müller

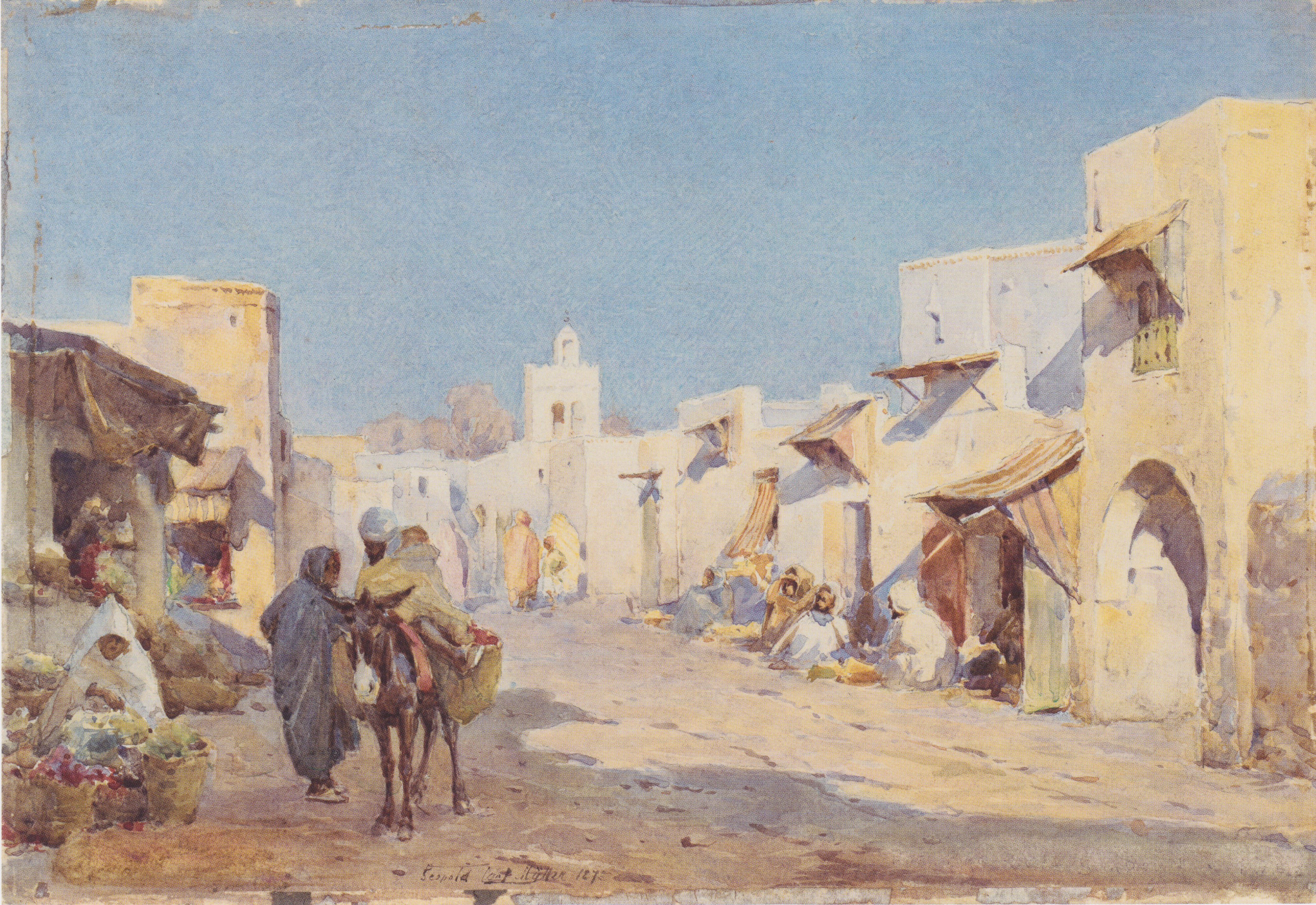
Beduinendorf (1887)

Leopold Carl Müller (ur. 9 grudnia 1834 w Dreźnie, zm. 4 sierpnia 1892 w Weidlingau ob. dzielnicy Wiednia) – austriacki malarz i rysownik, znany ze swego zamiłowania do motywów orientalnych, w których się specjalizował.
Urodził się w Dreźnie, podczas podróży swoich rodziców po tej części Niemiec. Jego ojcem był artysta Leopold Müller, który posiadał w Wiedniu pracownię litografii. Mimo przejawiania już w młodości talentu artystycznego, został skierowany po skończeniu szkoły realnej na politechnikę. Jego rysunki wzbudziły zainteresowanie Ludwiga Ferdynanda Schnorra kustosza galerii położonej w pobliżu uczelni. Polecił go mieszkającemu w tej samej kamienicy malarzowi historycznemu Karolowi von Blaas. Leopold, wyznał w rozmowie z Blaasem, iż jego marzeniem jest poświęcenie się malarstwu i ukończenie akademii sztuk pięknych. Został więc zaangażowany do zespołu Blaasa pracującego nad freskami. Tak oto zaczęła się jego kariera malarska. Od czasu podróży do Egiptu w 1873 zaczął się specjalizować w malarstwie opartym na motywach orientalnych, co przyniosło mu największe uznanie.